# Qyzylorda (região)

Localização da região de Qyzylorda

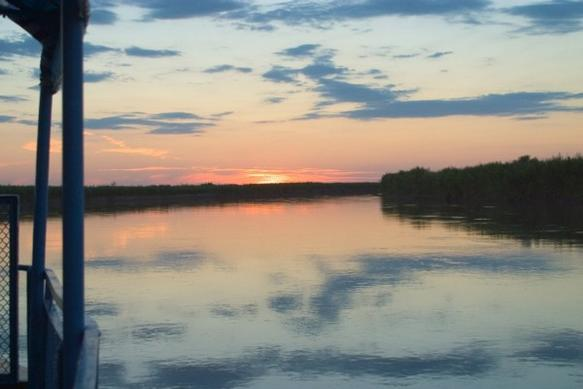
Rio Sir Dária, na região de Qyzylorda

Qyzylorda (Қызылорда, em cazaque; Кызылординская, em russo) é uma região do Cazaquistão. Sua capital é Qyzylorda. Foi criada em 15 de janeiro de 1938. A população estimada da região é de 590.000 habitantes.
É nas regiões de Qyzylorda e de Aqtöbe que se localiza a parte norte do  Mar de Aral. E é em Qyzylorda que também se localiza a cidade autônoma de Baikonur, usada pela Rússia como plataforma de lançamento de seus foguetes e naves espaciais.